# John Boorman
John Boorman (Surrey, Inglaterra, 18 de enero de 1933) es un cineasta británico establecido en Irlanda. Es conocido por sus películas Point Blank, Deliverance, Excalibur, La selva esmeralda y El General.

## Biografía
Boorman nació en Shepperton, Surrey, Inglaterra. Sus padres son Ivy y George Boorman. Estudió en el colegio salesiano de Chertsey, Surrey, aunque su familia no era católica.

## Carrera
Boorman comenzó a trabajar como periodista a finales de los 50 y filmó un documental para la BBC; fue entonces cuando el productor David Deutsch se fijó en él y lo puso al frente de la película musical Catch Us If You Can (1965). Luego, Boorman fue a Hollywood para rodar Point Blank (1967) y Hell in the Pacific (1968), pero su mayor éxito de crítica y taquilla fue Deliverance (1972), película basada en la novela homónima de James Dickey.
A principios de los años 1970, Boorman estuvo planeando adaptar El señor de los anillos y mantuvo correspondencia con su autor, J. R. R. Tolkien, pero el presupuesto necesario era demasiado elevado y Boorman abandonó el proyecto, aunque tomó algunas ideas para su épica Excalibur.
Boorman ganó el premio al mejor director en el Festival de Cannes en 1970, por su película Leo The Last, y en 1998, por su película El General.

## Filmografía
- Catch Us If You Can (1965)
- Point Blank (A quemarropa, 1967)
- Hell in the Pacific (Infierno en el Pacífico, 1969)
- Leo The Last (Leo el último, 1970)
- Deliverance (1972)
- Zardoz (1974)
- Exorcist II: The Heretic (Exorcista II: El Hereje, 1977)
- Excalibur (1981)
- The Emerald Forest (La selva esmeralda, 1985)
- Hope and Glory (Esperanza y gloria, 1987)
- Where The Heart Is (Donde está el corazón, 1990)
- I Dreamt I Woke Up (1991)
- Two Nudes Bathing (1995)
- Beyond Rangoon (Más allá de Rangún, 1995)
- The General (El general, 1998)
- Lee Marvin: A Personal Portrait (1998)
- The Tailor of Panama (El sastre de Panamá, 2001)
- In My Country (Un país en África, 2004)
- The Tiger's Tail (La cola del tigre, 2006)
- Queen and Country (Reina y patria, 2014)

## Premios y distinciones
Premios Óscar
| Año  | Categoría                 | Película           | Resultado |
| ---- | ------------------------- | ------------------ | --------- |
| 1973 | Óscar a la mejor película | Defensa            | Nominado  |
| 1973 | Mejor dirección           | Defensa            | Nominado  |
| 1988 | Mejor Película            | Esperanza y gloria | Nominado  |
| 1988 | Mejor dirección           | Esperanza y gloria | Nominado  |

Festival Internacional de Cine de Cannes
| Año  | Categoría       | Película     | Resultado |
| ---- | --------------- | ------------ | --------- |
| 1970 | Mejor dirección | Leo the last | Ganador   |
| 1998 | Mejor dirección | The General  | Ganador   |